# Kh-47M2 Kinzhal
Kh-47M2 Kinzhal (tiếng Nga: Х-47М2 Кинжал ("Dao găm")) là tên lửa đạn đạo phóng từ máy bay (ALBM) do Nga chế tạo. Nó có tầm bắn hơn 2.000 km (1.200 mi), vận tốc siêu vượt âm đạt tới Mach 10 - 12, và có khả năng thực hiện các thao tác thay đổi quỹ đạo để né tránh tên lửa phòng không đối phương ở mọi giai đoạn khi bay. Nó có thể mang cả đầu đạn thông thường và hạt nhân. Nó có thể được phóng từ máy bay ném bom Tupolev Tu-22M3M hoặc máy bay tiêm kích đánh chặn Mikoyan MiG-31K. Đây là 1 trong số 3 vũ khí siêu vượt âm tiên tiến mà Nga đưa vào trang bị năm 2018 (2 loại vũ khí kia là đầu đạn lướt Avangard và tên lửa hành trình 3M22 Zircon)
Kinzhal được đưa vào trang bị từ tháng 12/2017 và là 1 trong 6 vũ khí chiến lược tiên tiến của Nga được Tổng thống Vladimir V. Putin giới thiệu vào ngày 1/3/2018.

## Thiết kế
Tên lửa được thiết kế để tiêu diệt các tàu chiến của Mỹ và NATO cũng như các hệ thống tên lửa chiến lược của đối phương ở khu vực châu Âu, phá hủy các hệ thống phòng thủ tên lửa của NATO và các mục tiêu trên đất liền gần biên giới Nga. Nó được thiết kế để vượt qua mọi hệ thống phòng không hoặc tên lửa phòng không đã được biết hoặc đã được lên kế hoạch của Hoa Kỳ, bao gồm MIM-104 Patriot, THAAD .. Nguyên lý hoạt động của các hệ thống phòng thủ chống tên lửa đạn đạo hiện nay là: radar phát hiện tên lửa đạn đạo của đối phương bắn tới rồi truyền thông số cho máy tính, sau đó máy tính có thể dựa trên tốc độ, hướng bay của tên lửa đạn đạo để tính toán tọa độ đánh chặn cho các tên lửa phòng không (do tên lửa đạn đạo thường có quỹ đạo theo hình parabol cố định). Nhưng Kh-47M2 Kinzhal là tên lửa đạn đạo kiểu mới, nó không bay theo quỹ đạo parabol cố định mà có thể thay đổi quỹ đạo bay liên tục, do đó các hệ thống phòng thủ tên lửa của đối phương không thể tính toán được quỹ đạo bay của nó, khiến việc đánh chặn gần như là bất khả thi. Trong giai đoạn cuối của hành trình bay, khi Kinzhal tiến vào phạm vi đánh chặn của các loại tên lửa phòng không như MIM-104 Patriot PAC-3 (có tầm bắn trên 100km), Kinzhal có khả năng thực hiện các động tác thay đổi quỹ đạo bay đột ngột để tránh né, trong khi vẫn giữ được vận tốc siêu vượt âm khoảng 3.403 m/s (gấp 10 lần vận tốc âm thanh). Do vậy, theo lý thuyết khả năng đánh chặn được Kh-47M2 Kinzhal là rất thấp.
Tầng đẩy đầu tiên của tên lửa có lẽ giống với tên lửa đạn đạo chiến thuật phóng từ mặt đất 9K720 Iskander, nhưng hệ thống dẫn đường được thiết kế riêng cho loại tên lửa này. Nó có khả năng tấn công các mục tiêu cố định và di động như tàu sân bay. Tên lửa tăng tốc đến tốc độ siêu vượt âm trong vài giây sau khi phóng và thực hiện các thao tác thay đổi quỹ đạo ở tất cả các giai đoạn bay để né tránh hệ thống phòng thủ tên lửa của đối phương.
Truyền thông Nga tuyên bố tầm bắn của tên lửa là 2.000 km khi được mang bởi máy bay tiêm kích đánh chặn Mikoyan MiG-31K và 3.000 km khi được mang bởi máy bay ném bom chiến lược Tupolev Tu-22M3M.
Kh-47M2 Kinzhal có thể tấn công mục tiêu chính xác nhờ vào hệ thống dẫn đường tiên tiến bằng vệ tinh. Trong video mô phỏng tính năng chiến đấu, Nga cũng cho thấy khả năng của Kinzhal khi bắn trúng tàu chiến giả định ở góc bổ nhào 90 độ.
Kh-47M2 Kinzhal không phải là tên lửa đạn đạo phóng từ máy bay đầu tiên được nghiên cứu. Từ năm 1958, Bộ Quốc phòng Mỹ đã phát triển một chương trình tuyệt mật là Bolt Orion (WS-199B) nhằm chế tạo một loại tên lửa đạn đạo có thể phóng từ máy bay. Đến năm 1962 thì Mỹ đặt cho loại tên lửa này mã định danh là AGM-48 Skybolt. Tên lửa này có trọng lượng 5 tấn, chiều dài 11,66 m và đường kính 0,89 m, tầm bắn 1.800 km, độ cao đạn đạo đạt 480 km với tốc độ tối đa lên đến Mach 12,5. Tuy nhiên, các thử nghiệm bắt đầu vào tháng 4 năm 1962 đã diễn ra với kết quả rất tồi tệ, với 5 thử nghiệm đầu tiên đã kết thúc trong thất bại và chỉ có duy nhất 1 lần thành công vào tháng 12/1962, và kết quả là việc Tổng thống thứ 35 của Mỹ là John F. Kennedy chính thức hủy bỏ chương trình này vào ngày 22/12/1962. Như vậy, tên lửa Kh-47M2 Kinzhal của Nga vẫn chính là tên lửa đạn đạo phóng từ máy bay đầu tiên được chế tạo thành công trên thế giới. Ngoài ra, Kh-47M2 Kinzhal có 4 tính năng quan trọng mà AGM-48 Skybolt của Mỹ không có: 
- Kh-47M2 Kinzhal có khả năng thay đổi quỹ đạo liên tục ở mọi giai đoạn bay để né tránh các hệ thống phòng thủ tên lửa của đối phương. Còn AGM-48 Skybolt chỉ có thể bay theo quỹ đạo parabol cố định như tên lửa đạn đạo thông thường, do đó nó rất dễ bị các hệ thống phòng thủ tên lửa của đối phương đánh chặn.
- Kh-47M2 Kinzhal có khả năng thay đổi quỹ đạo nên độ cao bay của nó chỉ ở mức 20 km (chưa tới tầng bình lưu), ma sát với không khí sẽ tạo cho nó khả năng tàng hình plasma khiến tên lửa rất khó bị radar phát hiện. Còn AGM-48 Skybolt chỉ bay theo quỹ đạo parabol cố định nên nó sẽ vọt tới độ cao 500 km (không gian vũ trụ), ở độ cao này nó không có khả năng tàng hình plasma (do không có ma sát với không khí) nên dễ bị radar phát hiện.
- Kh-47M2 Kinzhal có khả năng đánh trúng cả những mục tiêu cố định lẫn di động với độ chính xác cao (sai số chỉ vài mét) nhờ vào đầu dẫn định vị vệ tinh GPS/GLONASS kết hợp quán tính/quang học/radar chủ động cực kì tân tiến. Còn AGM-48 Skybolt chỉ có định vị quán tính nên nó chỉ có thể tấn công các mục tiêu cố định với độ chính xác thấp (sai số lên tới vài km ở cự ly phóng tối đa).
- Kh-47M2 Kinzhal chỉ nặng khoảng 2,5 - 3 tấn, nên không chỉ các máy bay ném bom như Tu-22M3M mà cả các loại máy bay tiêm kích như MiG-31 hay Su-57 đều có thể mang được. Còn AGM-48 Skybolt nặng tới 5 tấn, nên chỉ có các máy bay ném bom chiến lược hạng nặng như B-52 mới mang được.

Kh-47M2 Kinzhal có thể trang bị cho tiêm kích đánh chặn hạng nặng MiG-31K (mỗi chiếc mang được 1 tên lửa) hoặc máy bay ném bom hạng nặng Tu-22M3M (mỗi chiếc mang được 4 tên lửa). Khi được trang bị trên các loại máy bay này, cộng thêm với sự hỗ trợ của máy bay tiếp nhiên liệu trên không, Không quân Nga có thể tấn công các hạm đội tàu sân bay hoặc các mục tiêu của đối phương từ khoảng cách trên 2.000 km tính từ sân bay, như vậy một phi đội Nga từ Viễn Đông có thể tấn công chớp nhoáng một đội tàu sân bay Mỹ ngay từ khi chúng còn đang ở khu vực giữa Thái Bình Dương.
Tốc độ siêu vượt âm cũng giúp làm tăng sức công phá của tên lửa: 1 quả tên lửa nặng khoảng 3 tấn khi lao xuống với vận tốc 3,4 km/giây như Kh-47M2 Kinzhal sẽ tạo ra một động năng cực lớn (khoảng 17,3 tỷ joules), tương đương năng lượng của 4.100 kg thuốc nổ TNT, có thể đánh gãy đôi cả 1 chiếc tàu sân bay cỡ lớn mà không cần đầu đạn phải được kích nổ.

## Lịch sử hoạt động
Đơn vị quân đội đầu tiên được trang bị tên lửa Kh-47M2 Kinzhal được thành lập tại Quân khu phía Nam nước Nga vào tháng 12/2017.
Vào tháng 5 năm 2018, đã có 10 chiếc tiêm kích đánh chặn Mikoyan MiG-31K được nâng cấp để có khả năng sử dụng tên lửa Kinzhal, chúng làm nhiệm vụ chiến đấu thử nghiệm và sẵn sàng để được triển khai.
Đến tháng 12 năm 2018, các máy bay được trang bị tên lửa Kinzhal đã thực hiện 89 chuyến bay tuần tra trên Biển Đen và Biển Caspi.
Đến tháng 2 năm 2019, phi hành đoàn của các Máy bay tiêm kích đánh chặn MiG-31K mang tên lửa Kinzhal đã thực hiện hơn 380 chuyến bay huấn luyện bằng tên lửa, trong đó ít nhất 70 chuyến đã được thực hiện với việc tiếp nhiên liệu trên không.
Loại vũ khí đầy uy lực này đã ra mắt công chúng trong cuộc triển lãm hàng không quốc tế Aviadarts vào tháng 8 năm 2019.
Theo TASS, lần phóng đầu tiên của Kinzhal ở Bắc Cực diễn ra vào giữa tháng 11 năm 2019. Được biết, vụ phóng được thực hiện bởi một chiếc MiG-31K từ Căn cứ không quân Olenya. Tên lửa đã bắn trúng mục tiêu mặt đất tại khu vực "Pemboy", tên lửa đạt tốc độ Mach 10 khi tấn công.
Chương trình phát triển biến thể thu nhỏ của Kh-47M2 Kinzhal để trang bị cho tiêm kích tàng hình Sukhoi Su-57 được bắt đầu vào năm 2018, và đến năm 2020 đã hoàn thành nguyên mẫu đầu tiên. Máy bay chiến đấu Su-57 dự kiến có thể mang hai tên lửa Kinzhal thu nhỏ trong khoang vũ khí.
Trong Cuộc tấn công của Nga vào Ukraine 2022, Quân đội Nga đã xác nhận rằng các tên lửa Kinzhal đã được sử dụng để phá hủy một kho tên lửa và đạn phòng không của Quân đội Ukraina ở làng Deliatyn thuộc vùng Ivano-Frankivsk. Tổng thống Mỹ Joe Biden cũng xác nhận vụ việc này, và nói rằng loại tên lửa này "không thể bị đánh chặn".

## Phục vụ
Nga
- Lực lượng Không quân Vũ trụ Nga